# Gretl Keren Fischer
Die aus Böhmen stammende Gretl Keren Fischer (* 18. April 1919 in Olmütz als Gretl Krause; † 24. November 2013 in Ottawa) war eine tschechoslowakisch-kanadische Schriftstellerin, Theaterautorin, Literaturkritikerin und Universitätslehrerin jüdischer Abstammung. Anders als ihre Eltern, die in Vernichtungslagern ermordet wurden, entging sie dem Holocaust und lebte lange Zeit in Kanada. Sie trat auch unter den Namen Gretl Keren Krausová, Gretl Keren Fischerová, Gretl K. Fischer beziehungsweise Gretl Kraus Fischer auf oder erscheint so in den Quellen.

## Leben
Gretl Fischer war die Tochter des Kaufmanns Arnošt Kraus und seiner Ehefrau Anna Krausová, geborene Diamant. Noch vor den Verhaftungen und Deportationen Olmützer Juden, die insbesondere 1942 stattfanden, reiste Gretl Krause 1939 nach England, wo sie zwölf Jahre lebte. Die Eltern Arnošt Kraus, geb. 25. November 1886, und Anna Krausová, geb. 26. Juli 1891, wurden im Juni 1942 nach Theresienstadt und im August 1942 dann weiter in das Vernichtungslager Maly Trostinez deportiert und dort ermordet. Am 5. August 2016 wurden in Olmütz für ihre Eltern zwei Stolpersteine verlegt.
In London arbeitete Gretl Krause zunächst als Hausmädchen und Verkäuferin, von 1944 bis 1951 als Hilfsbibliothekarin und Bibliothekarin, unter anderem für die Vereinten Nationen und die British Transport Commission. 1951 übersiedelte sie nach Kanada, wo sie in Vancouver und später in Ottawa lebte. Nach Büro- und Bibliothekstätigkeiten nahm sie 1953 an der University of British Columbia in Vancouver ein Studium der englischen Literatur auf, das sie 1956 mit dem B.A. abschloss, und war dort von 1956 bis 1958 Deutschlektorin. Nach ihrer Übersiedlung nach Ottawa setzte sie ihr Studium an der dortigen Carleton University fort und erhielt 1961 den M.A. An der McGill University (Université McGill) in Montreal wurde sie 1972 zum Ph.D. promoviert. Von 1969 bis 1976 arbeitete sie als Englischlehrerin am Algonquin College in Ottawa, anschließend bis 1979 als Lektorin für Englisch an der Carleton University. Sie engagierte sich auch im Bereich des Umweltschutzes und der Menschenrechte.
Fischer war Autorin einiger Bühnenstücke und betätigte sich auch als Literaturkritikerin sowie Autorin von Essays und Erzählungen. Ihr starkes Interesse für das Judentum kam zum Ausdruck in ihrer Studie In Search of Jerusalem: Religion and Ethics in the Writings of A. M. Klein (Montreal 1975).
In den 1970er Jahren besuchte Fischer Yad Vashem und stellte dem Holocaust-Museum Material über ihre im Vernichtungslager Maly Trostinez ermordeten Eltern zur Verfügung.
Sie war mit dem Anwalt Hugo Fischer verheiratet, der 1978 starb.

## Werke
Gretl Keren Fischer veröffentlichte Beiträge in einigen Anthologien wie British Columbia Centennial Anthology (1958) und Refugees: An Anthology of Poems and Songs (1988). Ihre Erzählungen und Essays erschienen in Zeitschriften wie Queen’s Quarterly, Dalhousie Review, Fiddlehead, Edge, Canadian Literature und anderen. Vor 1999 veröffentlichte sie unter dem Namen Gretl Kraus Fischer, später meist als Gretl Keren Fischer.
- In Search of Jerusalem: Religion and Ethics in the Writings of A. M. Klein, McGill-Queen’s University Press, Montreal 1975 ISBN 0-7735-0227-0
- Skeptics (Trilogie mit drei Einakter-Bühnenstücken), Ottawa 1986
- An Answer for Pierre (Roman), Borealispress, Ottawa 1999 ISBN 978-0-88887-862-5
- The Ethical Command of the Cosmos: Religious Naturalism as a Reliable Guide Toward a Beneficent Ethic, Borealispress, Nepean, Ontario 2016, ISBN 978-0-88887-649-2